# Iesu Mangu
Iesu Mangu (em mongol: Есу-Мункэ; romaniz.: Esu Munke; m. 1252) foi cã do Canato de Chagatai de 1246 a 1252. Era um dos filhos de Chagatai, o fundador do Canato de Chagatai. Em 1246, foi elevado por seu amigo e grão-cã Guiuque (r. 1246–1248) em detrimento de seu sobrinho Cara Hulegu (r. 1242–1246). Em 1252, porém, Cara Hulegu foi reinstalado no trono por Mangu (r. 1251–1259) e Iesu foi capturado e enviado a Batu (r. 1227–1255) do Canato da Horda Azul. Cara Hulegu logo morreu e Iesu Mangu se dirigiu a Almalique, onde foi executado por Organa, a esposa do falecido.